# Pieter Bleeker

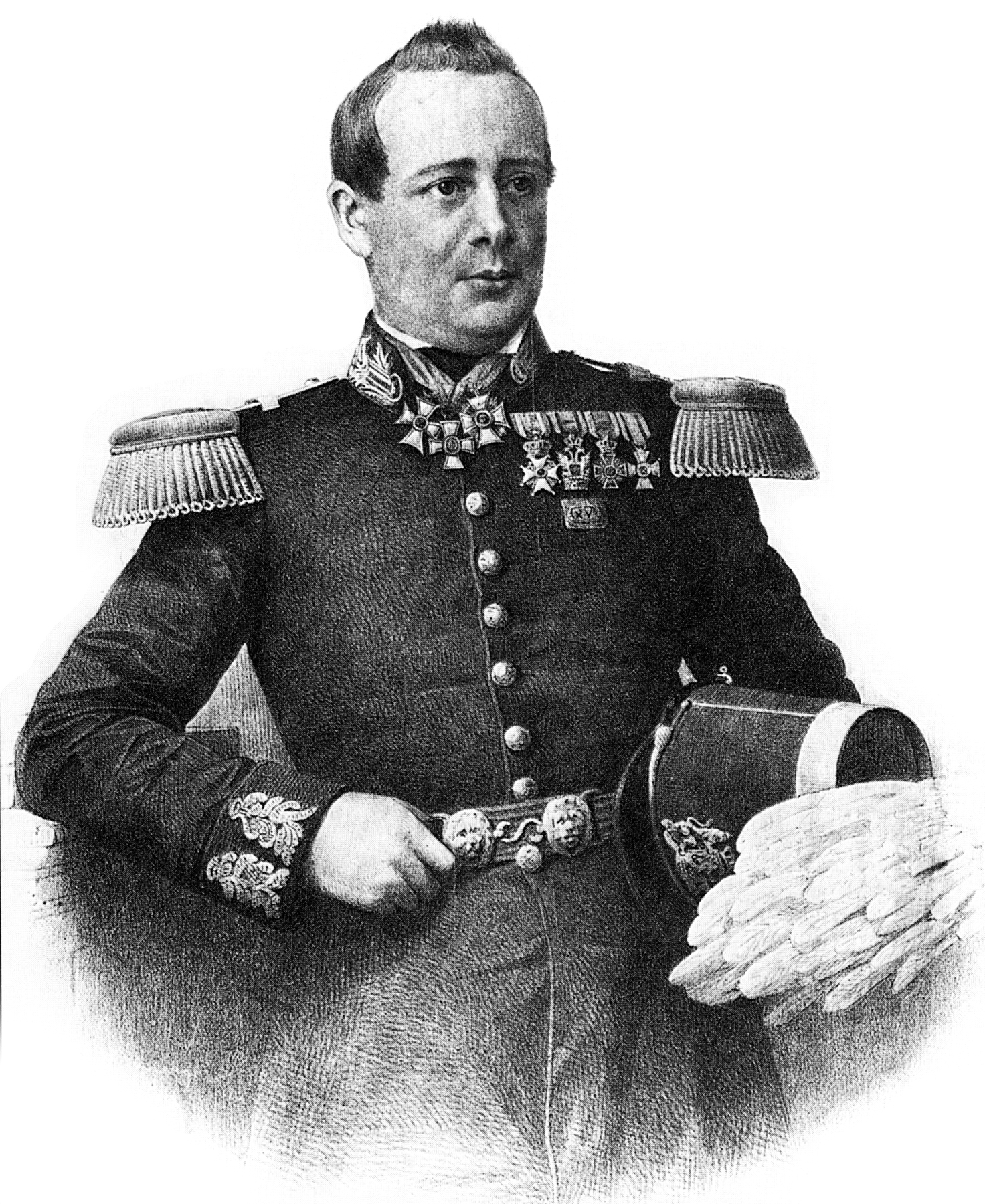
Pieter Bleeker under sin tjänst som fältläkare.

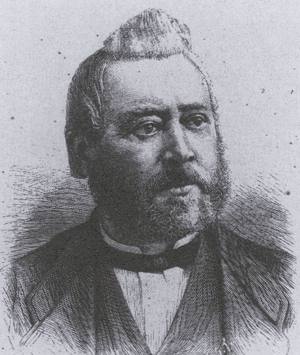
Doktor Bleeker under sin tid i Leiden.

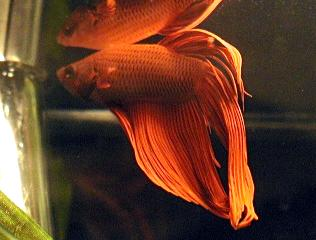
Siamesisk kampfisk tillhör släktet Betta, beskrivet av Bleeker.

Pieter Bleeker (född 10 juli 1819 i Zaandam, död 24 januari 1878 i Haag) var en holländsk medicine doktor och iktyolog verksam framför allt i Nederländska Indien där han åren 1842 till 1860 arbetade som fältläkare för den holländska arméns räkning. Vid sin återkomst från Ostindien anställdes Bleeker vid det naturhistoriska riksmuseet i Leiden. Där finns fortfarande en del av den samling omfattande fler än 12000 exemplar av fiskar, konserverade i etanol och formalin, som Bleeker insamlade under sin tid i Asien.
Från 1826 fram till sin död 1878 utgav Bleeker det rikt illustrerade samlingsverket Atlas Ichthyologique om 36 band, i vilket han redogör för sitt vetenskapliga arbete i Indonesien. Verket nyutgavs översatt till engelska under 1970- och 1980-talen av USA:s Nationalmuseum, Smithsonian institution.
Bleeker har beskrivit 1925 arter av fisk samt 511 släkten av fiskar och mollusker, bland annat släktet Betta, vilket är välkänt bland akvarister.